# Mfantsiman Girls' Secondary School
La Mfantsiman Girls' Secondary School ou école secondaire pour filles de Mfantsiman est une institution pour filles de deuxième cycle à Saltpond (en) dans la région centrale du Ghana qui a été fondée en 1960 par Kwame Nkrumah sous le nom de Saltpond Girls' Secondary School,.  

## Personnel notable
- Vida Yeboah, femme politique, ancienne directrice.

## Anciennes élèves notables
- Vida Akoto-Bamfo, juge de la Cour suprême du Ghana.
- Matilda Amissah-Arthur (en), ancienne deuxième dame du Ghana.
- Anita-Pearl Ankor, peintre et muraliste
- Gifty Anti, journaliste.
- Samira Bawumia, deuxième dame du Ghana.
- Nana Ekua Brew-Hammond, romancière, écrivain de nouvelles et poète.
- Nadia Buari, actrice primée[3].
- Christine Churcher, femme politique.
- Angela Dwamena-Aboagye, avocate, militante du genre et directrice exécutive de The Ark Foundation Ghana.
- Eazzy (en), chanteuse, rappeuse et auteure-compositrice
- Yvonne Okoro, actrice primée.
- Ursula Owusu, avocate, militante des droits des femmes et femme politique.
- Caroline Sampson (en)[4], présentatrice radio, animatrice d'émissions de télévision et artiste voix off.

## Réalisations
- Finaliste National Maths & Science Quiz 2016[5]